# حارة 7 يوليو (صنعاء)
حارة حارة 7 يوليو هي إحدى حارات حي دار سلم بمديرية ضواحي الأمانة سنحان وبني بهلول إحد مديريات مدينة صنعاء، بلغ تعداد سكانها 2703 نسمة حسب تعداد اليمن لعام 2004.